# Diploma Leopoldinum
El Diploma Leopoldinum fue un documento legal que determinaba los principios básicos del gobierno del principado de Transilvania dentro del Imperio Habsburgo. El diploma fue redactado por Miklós Bethlen, canciller de Transilvania. Leopoldo I de Habsburgo; emperador del Sacro Imperio Romano Germánico, lo ratificó en Viena el 16 de octubre de 1690. El diploma fue anunciado el 4 de diciembre de 1691. Restauró la administración civil en el principado y confirmó las libertades tradicionales de las Tres Naciones de Transilvania, incluida la libertad de las cuatro religiones "recibidas".

## Contexto
En 1683, el poder del Imperio Otomano en Hungría estaba en su auge. Miguel Apafi I había ocupado el lugar de Príncipe de Transilvania en detrimento de Juan Kemény en 1662. En 1681; a cambio de abundantes obsequios, la Sublime Puerta reconoció la elección de Miguel Apafi como príncipe. Sin embargo, en 1682, el serdar Ibrahim Pachá proclamó a Imre Thököly príncipe de Hungría. En 1683, los turcos sitiaron Viena en la Batalla de Kahlenberg. Los ejércitos de Transilvania se alinearon del lado a los turcos, pero se temía que después de la conquista de Viena, los turcos nombrarían a Thököly como príncipe de Transilvania en lugar de Apafi. Sin embargo, tras el fallido asedio de Viena, la suerte de la guerra turca se revirtió rápida y permanentemente, las tropas imperiales se lanzaron al contraataque y en 1684 sitiaban Buda. Ante esta situación, Apafi inició un acercamiento diplomático a Viena, desde donde en 1685 fue enviado a su corte un embajador jesuita. El embajador firmó un contrato secreto con Mihály Teleki, según el cual Teleki resolvería la alianza entre Transilvania y Viena. 
A instancias de Teleki y como resultado de los preparativos para el asedio de Buda en 1686, finalmente se llegó a un acuerdo, el diploma de Haller (28 de junio de 1686), según el cual el emperador alemán y el rey húngaro también ejercían el poder supremo sobre Transilvania. Transilvania renunciaba a su política exterior independiente, a cambio de que una sexta parte del ejército alemán estuviera estacionado en Transilvania para protegerla. Los privilegios y la libertad de religión permanecerían intactos. Transilvania pagaría un servicio militar en lugar de impuestos turcos. A cambio de una dependencia formal, Leopoldo I de Habsburgo confirmaba el derecho de herencia de Miguel Apafi II. Sin embargo, su condición de estado se mantuvo y recuperó algunos de los territorios que Transilvania había perdido en la paz de Vasvár. 
Aparentemente, Apafi firmó este tratado por dos razones: por un lado, el sitio de Buda ya se había completado y no se podía contar con la ayuda turca a partir de entonces, y por otro lado, los turcos todavía apoyaban a Thököly en su contra. 
En 1687, el ejército imperial, que había detenido el contraataque turco en agosto, marchó a Transilvania en septiembre, de acuerdo al diploma de Haller, lo que significaba en la práctica la ocupación de Transilvania. Después de la ocupación de Somlyó, Kolozsvar y Szamosújvár, se detuvieron para negociar en Sibiu. El 17 de septiembre fue instalado en la dignidad principesca de Miguel Apafi II. Carlos de Lorena, en ese momento, estaba más preocupado por la comida de sus soldados que por los intereses de los Habsburgo, por lo que firmó el pacto de Balázsfalva con el anciano Apafi el 27 de octubre, en el que el principado juraba al emperador y recibía guarniciones alemanas. A cambio de dejar a Apafi independiente, se comprometió a abastecer al ejército. Al mismo tiempo (31 de octubre), la Dieta de Hungría de Bratislava declaraba el derecho heredado de los Habsburgo a la corona de San Esteban, que Leopoldo interpretaba que incluía a Transilvania. 
El pacto de Balázsfalva, por lo tanto, no fue aceptado por Viena, y en 1688 Antonio Caraffa fue enviado a Transilvania con el nombramiento de comandante en jefe. En mayo, Transilvania había regresado a Hungría por la Declaración de Fogaras que puso fin al reconocimiento de la soberanía turca, colocando a Transilvania bajo la protección de Leopoldo I. Transilvania pagaría un elevado impuesto a Leopoldo y el ejército imperial podría recibir suministros. A cambio, Leopoldo solo prometía el mantenimiento de la libertad religiosa. Transilvania se convirtió en una provincia de facto, no en un estado pseudo-independiente con derechos autónomos, sino sometido al arbitrio del rey o de su ejército. 
Miguel Apafi I murió en 1690. Suleimán II no confirmó el fermán del hijo de Apafi de 1681, sino que reconoció a Thököly. En respuesta, los nobles de Transilvania pidieron a Leopoldo que confirmara a Apafi. El contenido del documento de ratificación se consideró durante mucho tiempo en Viena y, según el borrador de Caraffa, Transilvania se convertiría en una simple provincia en la Monarquía de los Habsburgo a cambio de la ratificación. El tono más suave del Diploma Leopoldinum se debe al hecho de que en 1689 el teniente general Donat Johann Heißler von Heitersheim fue derrotado por Thököly en la batalla de Zărnești, y más tarde sería elegido príncipe por los transilvanos. El ejército imperial enviado para relevar a Belgrado fue rechazado por Thököly en Transilvania, por lo que a principios de octubre de 1690 Belgrado fue reconquistado por los turcos tras un breve asedio. En medio de esta crisis, Leopoldo firmó la carta, que otorgaba independencia dentro del Imperio a Transilvania. Hasta que Miguel Apafi II cumpliese la mayoría de edad, con un regente elegido por las tres naciones de Transilvania (húngara, sículo y sajona) que debía dirigir el Principado.

## Contenido
- Se mantienen los derechos de las cuatro religiones establecidas en 1568 (católica, agustana, helvética y unitaria). Los católicos pueden construir iglesias donde viven en mayor número. Las contradicciones entre las órdenes secular y eclesiástica contra esta disposición son inválidas.
- Los dones y privilegios de los antiguos reyes y príncipes se otorgan a sus actuales poseedores.
- Los Approbat y Compilates, el Opus Tripartitum de Werbőczy (salvo el ius resistendi) y los derechos municipales de los sajones siguen en vigor.
- La administración y los poderes legislativo y judicial mantendrán su forma actual.
- Para todas los cargos, solo serán nombrados residentes húngaros, sículos y sajones, independientemente de su religión. Sin embargo, Su Majestad podrá, con el consentimiento de las órdenes, hacer proposiciones con el propósito de nacionalizar individuos.
- Los bienes confiscados con las armas serán devueltos sin cargo a sus dueños, y los bienes que vayan a la tesorería en caso de interrupción serán donados solo a lugareños dignos.
- El gobernador general, el comandante en jefe de los ejércitos de Transilvania, el canciller, los jueces y otros ex dignatarios son designados a partir del registro de nominados, solo de transilvanos, sin ninguna diferencia religiosa. La elección de los principales funcionarios del condado o de la sede, así como de la ciudad, permanecerá en la antigua libertad y costumbre legal también para el futuro.
- De los consejeros de la corte real al menos tres de los seis miembros (saltem) y al menos uno de los jueces deben ser católicos. El juez real de Sibiu será miembro del consejo principal.
- La Dieta (Asamblea de Estados) debe reunirse anualmente.
- El gobernador tiene que morar en la tierra y jurar guardar las leyes.
- El monto del impuesto es de 50.000 táleros en tiempo de paz, 400.000 florines en la guerra, su distribución será determinado por los Estados.
- No se introducirán nuevos impuestos, no se elevarán los aranceles ni el impuesto trigésimo.
- Los sículos libres no soportarán cargas públicas, sino militares a su cargo para proteger su País.
- Se mantiene la libertad de comercio.
- Los propietarios todavía alquilan 15 décimas de la tesorería.
- Su Majestad no cargará la provincia con un gran número de ejércitos. El jefe de la guardia será un general alemán, que, sin embargo, sólo se pondrá en contacto con el consejo de estado en asuntos militares sin interferir con la administración.
- Los sajones y los contribuyentes ya no están obligados a proporcionar alojamiento gratuitos a los viajeros (miembros del ejército y burócratas). El servicio postal será proporcionado por el consejo de estado y el alojamiento por los propietarios y las ciudades.

## Modificaciones
Los católicos no estaban satisfechos con los puntos 1 y 2 del diploma. El gobernador György Bánffy y el canciller Miklós Bethlen no pudieron cumplir con las cláusulas sobre la práctica religiosa libre, aunque establecieron una nueva distribución del diezmo y la entrega de ciertas iglesias y escuelas. La diócesis también se restableció a pesar de que la antigua propiedad episcopal se había secularizado durante mucho tiempo. Sin embargo, algunas iglesias y escuelas, así como otros problemas de propiedad, quedaron sin resolver. Según el Diploma Leopoldinum, si el regente no pudiera realizar las tareas que se le asignan, el tribunal de Viena decidirá por ellas. Por tanto, el 9 de abril de 1693 se expidió un diploma complementario, según el cual: 
- Las cuatro religiones establecidas se practican libremente. La propiedad de las iglesias permanece intacta.
- Se deben de entregar la iglesia reformada y el dormitorio de los unitarios de Cluj-Napoca a los católicos, así como la iglesia de Cristóbal Báthory en Gyulafehérvár y Cluj-Napoca será redimido por ellos por 15.000 florines.
- Su Majestad se asegurará de que los jóvenes sean educados por personas eclesiásticas de confianza, así como que los católicos tengan un vicario apostólico adecuado para el desempeño de sus funciones episcopales.
- Los católicos, sin perjuicio de otras religiones, son libres de construir iglesias en cualquier lugar de su país.

El 14 de mayo de 1693 se emitió otro documento, que, por ser una respuesta a las peticiones de Péter Alvinczi, el embajador encargado de las órdenes de Transilvania, se denominó comúnmente resolución Alvincziana (Alvincziana resolutio). En ella, el gobierno resolvió varias cuestiones, incluidas las quejas de los sajones sobre los impuestos justos, pero quedaron otras cuestiones sin resolver, como las de los jesuitas. Los católicos habían exigido la restauración de las órdenes monásticas, pero Transilvania se negó a permitir a los jesuitas. Finalmente, Bánffy permitió su regreso por orden imperial directa.